# Marthe Bjørnsgaard
Marthe Bjørnsgaard (* 6. Mai 1993) ist eine ehemalige norwegische Skilangläuferin.

## Werdegang
Bjørnsgaard gab im Dezember 2014 in Lillehammer ihr Debüt im Scandinavian Cup, bei dem sie über 10 km Freistil und im Sprint jeweils Rang 20 und im 20-km-klassisch-Massenstartrennen Platz 21 belegte. Im Februar 2015 erzielte sie mit Rang fünf über 10 km klassisch in Madona ihre erste Top-10-Platzierung. Im März 2015 startete Bjørnsgaard beim Sprint in Drammen erstmals im Weltcup; dort erreichte sie Platz 44. Im Dezember 2015 wurde sie als Schlussläuferin der vierten norwegischen Staffel Zehnte beim Weltcup in Lillehammer und erzielte mit Rang zehn über 10 km Freistil beim Scandinavian Cup in Vuokatti ihre zweite Top-10-Platzierung in dieser Serie. Beim Scandinavian-Cup-Etappenrennen in Otepää im März 2016 kam Bjørnsgaard mit der zweitschnellsten Laufzeit in der abschließenden Verfolgung auf den dritten Gesamtrang. In der Gesamtwertung des Scandinavian Cup 2015/16 belegte sie Rang fünf. Im Februar 2017 siegte sie beim Vindfjelløpet über 41 km klassisch. In der Saison 2019/20 wurde sie Sechste in der Gesamtwertung des Scandinavian Cups und startete in Oslo letztmals im Weltcup, wobei sie den 38. Platz im 30-km-Massenstartrennen errang. Dies war zugleich ihre beste Platzierung im Weltcupeinzel.

## Medaillen bei nationalen Meisterschaften
- 2016 in Tromsø: Bronze mit der Staffel
- 2017 in Lygna: Silber mit der Staffel